# Wang Zhi
Wang Zhi (Chinesisch: 王娡) (173–126 v. Chr.) war Kaiserin zur Zeit des Kaisers Han Jingdi der Han-Dynastie.
Wang Zhi wurde vom Kaiser Jingdi an den Kaiserhof gerufen. Im Jahr 156 v. Chr. gebar sie ihren zehnten Sohn, der den Namen Liu Che erhielt und den Titel Fürst Jiaodong.
Im Jahr 150 v. Chr. ordnete der Kaiser Jingdi an, Che Liu als Erbprinz festzulegen und den ursprünglichen Erbprinz Rong Liu zum Fürst Linjiang zu degradieren, damit stieg Wang Zhi von der Konkubine zur Kaiserin auf. Nach dem Tode Jingdis 141 v. Chr. wurde ihr Sohn Che Liu zum Kaiser Han Wudi. Nach ihrem eigenen Tod im Jahr 126 v. Chr. wurde sie als Kaiserin Xiaojing verehrt und mit ihrem Gemahl Kaiser Jingdi gemeinsam begraben.